# فهرست فرودگاه‌ها بر پایه کد ایکائو: D
فهرست فرودگاه‌ها بر پایه کد فرودگاهی ایکائو: A - B - C - D - E - F - G - H - I - J - K - L - M - N - O - P - Q - R - S - T - U - V - W - X - Y - Z
ببینید: فهرست فرودگاه‌ها بر پایه کد یاتا
نحوهٔ چینش اطلاعات:
- ایکائو؛ (یاتا)؛ نام فرودگاه؛ مکان فرودگاه

## DA -الجزایر
همچنین رده و فهرست را ببینید.
- DAAB (QLD) فرودگاه البلیده البلیده
- DAAE (BJA) فرودگاه صومام عبان رمضان بجایه، الجزایر
- DAAG (ALG) فرودگاه هواری بومدین الجزیره
- DAAJ (DJG) فرودگاه دیانت ایندبیرن Djanet
- DAAK (QFD) فرودگاه بوفاریک Boufarik
- DAAP (VVZ) فرودگاه ایلیزی Illizi
- DAAS (QSF) فرودگاه این ارنات سطیف
- DAAT (TMR) فرودگاه اگونار – هج بی اخاموک تمنراست
- DAAV (GJL) فرودگاه جیجل فرهات عباس جیجل، الجزایر
- DAAY (MZW) Mecheria Airport Mecheria
- DAAZ (QZN) فرودگاه رلیزان استان غلیزان
- DABB (AAE) فرودگاه راباه بیتات عنابه
- DABC (CZL) فرودگاه بین‌المللی محمد بوضیاف Constantine
- DABP (SKI) فرودگاه اسکیکدا سکیکده، الجزایر
- DABS (TEE) فرودگاه چیخ لاربی تبسی تبسه، الجزایر
- DABT (BLJ) فرودگاه بتنا باتنه
- DAFH (HRM) فرودگاه هاسی رمل Hassi R'Mel
- DAFI (QDJ) Tsletsi Airport الجفله، الجزایر
- DAOB (TID) فرودگاه بوو چکیف تیارت
- DAOF (TIN) Tindouf Airport تندوف
- DAOI (CFK) فرودگاه بین‌المللی چلف Chlef
- DAOL (TAF) فرودگاه تفراویی وهران وهران، الجزایر
- DAON (TLM) فرودگاه زناتا – مصالی الحاج تلمسان
- DAOO (ORN) فرودگاه اس سینیا وهران وهران، الجزایر
- DAOR (CBH) فرودگاه بوودگهن بن علی لطفی بشار، الجزایر
- DAOV (MUW) فرودگاه گریس Ghriss
- DATG (INF) فرودگاه عین قزام In Guezzam
- DATM (BMW) فرودگاه برج مختار برج باجی مختار
- DAUA (AZR) فرودگاه توئات-شیخ سیدی محمد بالکبیر Adrar
- DAUB (BSK) فرودگاه بیسکرا بسکره، الجزایر
- DAUE (ELG) فرودگاه ال گولا El Golea
- DAUG (GHA) فرودگاه نومرات-موفدی زاکاریا غردایه
- DAUH (HME) فرودگاه کریم بلقاسم حاسی مسعود
- DAUI (INZ) فرودگاه عین صالح In Salah
- DAUK (TGR) فرودگاه سیدی مهدی تقورت، الجزایر
- DAUL (LOO) فرودگاه ال مکرارگ الاغواط، الجزایر
- DAUO (ELU) فرودگاه گوئه‌مار الوادی، الجزایر
- DAUT (TMX) فرودگاه تیمیمون تیمیمون
- DAUU (OGX) فرودگاه عین بیدا ورقله، الجزایر
- DAUZ (IAM) فرودگاه ان امیناس In Amenas

## DB -بنین
همچنین رده و فهرست را ببینید.
- DBBB (COO) فرودگاه کژیون (Cotonou Airport) کوتونو
- DBBC فرودگاه کینا بوهیکون، بنین
- DBBD (DJA) فرودگاه دیووگوو جوگو، بنین
- DBBK (KDC) فرودگاه کاندی کندی، بنین
- DBBN (NAE) فرودگاه ناتیتینگو ناتیتینگو، بنین
- DBBO فرودگاه پورگا Porga
- DBBP (PKO) فرودگاه پاراکو پاراکو، بنین
- DBBR فرودگاه بمبرک بمبرکه، بنین
- DBBS (SVF) فرودگاه سیو ساوه، بنین

## DF -بورکینافاسو
همچنین رده و فهرست را ببینید.
- DFCA (XKY) فرودگاه کایا Kaya
- DFCC (OUG) فرودگاه اوئاهیگویا Ouahigouya
- DFCJ (XDJ) فرودگاه جیبو Djibo
- DFCL (XLU) فرودگاه لئو Leo
- DFCP (PUP) Pô Airport Pô
- DFEA (XBO) فرودگاه بولسا Boulsa
- DFEB (XBG) فرودگاه بوگانده Bogande
- DFED (DIP) فرودگاه دیاپاگا Diapaga
- DFEE (DOR) فرودگاه دوری Dori
- DFEF (FNG) فرودگاه فادا نگوورما Fada N'gourma
- DFEG (XGG) فرودگاه گروم گروم Gorom Gorom
- DFEL (XKA) فرودگاه کانتچاری Kantchari
- DFEM (TMQ) فرودگاه تامبائو Tambao
- DFEP (XPA) فرودگاه پاما Pama
- DFES (XSE) فرودگاه سبا Sebba
- DFET (TEG) فرودگاه تنکودوگو Tenkodogo
- DFEZ (XZA) فرودگاه زبری Zabré
- DFFD (OUA) فرودگاه اوآگادوگو اوآگادوگو
- DFOB (BNR) فرودگاه بانفورا Banfora
- DFOD (DGU) فرودگاه ددوگوو Dedougou
- DFON (XNU) فرودگاه نوونا Nouna
- DFOO (BOY) فرودگاه بوبو دیولاسو بوبو دیولاسو
- DFOT (TUQ) فرودگاه توگان Tougan
- DFOU (XDE) فرودگاه دایبوگو Diebougou
- DFOY (XAR) فرودگاه آریبیندا Aribinda

## DG -غنا
همچنین رده و فهرست را ببینید.
- DGAA (ACC) فرودگاه بین‌المللی کوتوکا آکرا
- DGLE (TML) فرودگاه تامال Tamale
- DGLN فرودگاه ناورونگو Navrongo
- DGLW فرودگاه وا Wa
- DGLY فرودگاه ایندی Yendi
- DGSI (KMS) فرودگاه کوماسی گوماسی
- DGSN (NYI) فرودگاه سانیانی Sunyani
- DGTK (TKD) فرودگاه تاکورادی سکوندی-تاکورادی

## DI -ساحل عاج(Ivory Coast) (Costa do Marfim)
همچنین رده و فهرست را ببینید.
- DIAO (ABO) فرودگاه ابویسو ابوایسو
- DIAP (ABJ) فرودگاه پورت بوئت (Felix Houphouet Boigny International Airport) آبیجان
- DIAU (OGO) فرودگاه ابنگووروو ابنگورو
- DIBI (BXI) فرودگاه بوندیالی Boundiali
- DIBK (BYK) فرودگاه بوواک Bouake
- DIBN (BQO) فرودگاه تهینی Bouna
- DIBU (BDK) فرودگاه سوکو Bondoukou
- DIDK (DIM) فرودگاه دیمبوکرو Dimbokro
- DIDL (DJO) فرودگاه دالوا Daloa
- DIDV (DIV) فرودگاه دیوو Divo
- DIFK (FEK) فرودگاه فرکسدوگو Ferkessedougou
- DIGA (GGN) فرودگاه گاگنوا Gagnoa
- DIGL (GGO) فرودگاه گایگلو Guiglo
- DIKO (HGO) فرودگاه کوهوگو Korhogo
- DIMN (MJC) فرودگاه من مرد
- DIOD (KEO) فرودگاه اودین Odienne
- DIOF (OFI) فرودگاه اوانگو فیتینی Ouango Fitini
- DISG (SEO) فرودگاه ستی‌گوتی‌لا Seguela
- DISP (SPY) فرودگاه سن پیدرو سن-پدرو، ساحل عاج
- DISS (ZSS) فرودگاه سسندرا Sassandra
- DITB (TXU) فرودگاه تابو Tabou
- DITM (TOZ) فرودگاه ماهانا Touba
- DIYO (ASK) فرودگاه یاموسوکرو یاموسوکرو

## DN -نیجریه
همچنین رده و فهرست را ببینید.
- DNAA (ABV) فرودگاه بین‌المللی ننامدی آزیکیوه آبوجا، FCT
- DNAK (AKR) فرودگاه اکور اکوره (نیجریه)، ایالت اوندو
- DNAI (QUO) فرودگاه اکوا ایبوم اویو، اکوا ایبوم استیت
- DNBE (BNI) فرودگاه بنین شهر بنین، ایالت ادو
- DNBI Bida Airstrip Bida، ایالت بورنو
- DNCA (CBQ) فرودگاه بین‌المللی مارگارت اکپو کالابار، ایالت کراس ریور
- DNEN (ENU) فرودگاه بین‌المللی اکانو ایبیام انوگو، ایالت انوگو
- DNGU (QUS) فرودگاه تک‌باند گوساو گوساو، ایالت زامفارا
- DNIB (IBA) فرودگاه آبادان ابادان، ایالت اویو
- DNIL (ILR) فرودگاه بین‌المللی ایلورین ایلورین، ایالت کوارا
- DNIM (QOW) فرودگاه سام مبکو اووری، ایالت ایمو
- DNJO (JOS) فرودگاه یاکوبو گوون جوس، ایالت پلاتو
- DNKA (KAD) فرودگاه کادونا کادونا، کادونا
- DNKN (KAN) فرودگاه بین‌المللی مالام آمینو کانو کانو، نیجریه، کانو
- DNMA (MIU) فرودگاه بین‌المللی مایدوگوری مایدوگوری، ایالت بورنو
- DNMK (MDI) فرودگاه مکوردی ماکوردی، ایالت بنوئه
- DNMM (LOS) فرودگاه بین‌المللی مرتلا محمد ایکجا، لاگوس
- DNMN (MXJ) فرودگاه منا منا (ایالت نیجر)، ایالت نیجر
- DNOS Osogbo Airstrip اوسوگبو، ایالت اوسون
- DNPO (PHC) فرودگاه بین‌المللی پورت هارکورت پرت هارکورت، ایالت ریورز
- DNSO (SKO) فرودگاه بین‌المللی صادق ابوبکر ۳ سوکوتو، ایالت سوکوتو
- DNYO (YOL) فرودگاه یولا Yola، اراضی اداماوا
- DNZA (ZAR) فرودگاه زاریا Zaria، کادونا

## DR -نیجر
همچنین رده و فهرست را ببینید.
- DRRA فرودگاه تسااوا Tessaoua
- DRRC فرودگاه دوگوندووتچی Dogondoutchi
- DRRD فرودگاه دوسو Dosso
- DRRE فرودگاه تیرا ترا، نیجر
- DRRG فرودگاه گایا (نیجر) Gaya
- DRRL فرودگاه تیلابری Tillabery
- DRRM (MFQ) فرودگاه مارادی Maradi
- DRRN (NIM) فرودگاه بین‌المللی دایوری هامانی نیامی
- DRRP فرودگاه لا تاپوا La Tapoa
- DRRT (THZ) فرودگاه تاهوآ Tahoua
- DRRU فرودگاه اوئالام Ouallam
- DRZA (AJY) فرودگاه بین‌المللی مانو دایاک اغادیز South
- DRZD فرودگاه دیرکوو - Dirkou
- DRZF فرودگاه دیفا Diffa
- DRZG فرودگاه گور Goure
- DRZI فرودگاه ایفروآن Iferouane
- DRZL (RLT) فرودگاه آرلیت Arlit
- DRZM فرودگاه مین-سورا Maine-Soroa
- DRZR (ZND) فرودگاه زیندر Zinder

## DT -تونس
همچنین رده و فهرست را ببینید.
- DTKA (TBJ) فرودگاه بین‌المللی عین دراهم الدولی Tabarka
- DTMB (MIR) فرودگاه بین‌المللی منستیر – حبیب بورقیبه Monastir
- DTTA (TUN) فرودگاه بین‌المللی تونس-کارتاژ تونس
- DTTB (OIZ) Bizerte-Sidi Ahmed Air Base بنزرت
- DTTF (GAF) فرودگاه بین‌المللی گافساکسار قفصه
- DTTG (GAE) فرودگاه بین‌المللی گابیس-ماتماتا قابس
- DTTJ (DJE) فرودگاه بین‌المللی دیربا–زارزیس جربه
- DTTX (SFA) فرودگاه بین‌المللی سفاکس-تینا صفاقس
- DTTZ (TOE) فرودگاه بین‌المللی توزر نفطه الدولی Tozeur
- DTNZ (NBE) فرودگاه بین‌المللی النفیضه حمامات Enfidha

## DX -توگو
همچنین رده و فهرست را ببینید.
- DXAK فرودگاه اکپاکا Atakpame
- DXDP فرودگاه دیانگوو Dapaong
- DXKP فرودگاه کولوکوپه Anie
- DXMG فرودگاه سنسانه منگو  Sansanné-Mango
- DXNG (LRL) فرودگاه بین‌المللی نیامتوگو Niamtougou
- DXSK فرودگاه سوکودی Sokode
- DXXX (LFW) فرودگاه لومه-توکین لومه